# Thom Denijs
Thomas Johannes (Thom) Denijs (Schagen, 3 januari 1877 – Den Haag, 14 november 1935) was een Nederlands zanger. Zijn stembereik was bariton/bas.

## Achtergrond
Hij werd geboren binnen het gezin van kashouder Johannes Denijs en Margaretha van der Haagen. Zijn opa was dirigent van de Langedijkse Liedertafel. Vader was bas. Zijn zus Lenamie Denijs was violiste , broer Simon Denijs eveneens bariton/bas. Hij was getrouwd met Emmy Kruijt, zangeres en pianiste, die hij leerde kennen bij het Lyrisch Toneel. Koningin Wilhelmina der Nederlanden benoemde hem in 1927 in de Orde van Oranje Nassau. Hij overleed aan de complicaties die optraden na een operatie in het Bronovoziekenhuis. Hij werd vervolgens begraven op Nieuw Eykenduynen. Op het graf werd in 1936 een beeldhouwwerk van Corinne Franzén-Heslenfeld onthuld, aldus het Leidsch Dagblad van 19 mei 1936.

## Muziek
Zijn muzikale opleiding kreeg hij aan het Amsterdams Conservatorium van Cornélie van Zanten, maar ook van Johannes Messchaert. Algemene studies aan die instelling vonden plaats bij Daniël de Lange, Bernard Zweers en Jean Baptiste Charles de Pauw. In 1899 werd zijn stem nog als onvoldoende geclassificeerd tijdens een concert waarbij een werk van Max Bruch uitvoerde, een volgend stuk getiteld Hier will ich träumen viel wel in goede aarde. Verdere studies vonden plaats in Berlijn (na een toelage van koningin Wilhelmina) en bij Jules Algier in Parijs. Hij was deel van het Amsterdamsch Lyrisch Toneel (1901-1903). Hij zong er samen met zijn aanstaande vrouw de rollen Papageno en Papagena in Die Zauberflöte. Hij zong tot 1905 enkele rollen in opera’s, maar legde zich daarna meer toe op oratoriumwerk. Opgeleid in Amsterdam, gaf hij van 1903 tot 1910 zangles aan het Rotterdams Conservatorium, maar zijn loopbaan in binnen- en buitenland was zodanig druk, dat hij die baan moest opgeven. Hij gaf concerten in Nederland, België, Frankrijk, Duitsland en Oostenrijk-Hongarije. In 1911 kwam hij tot rust in Berlijn, maar de Eerste Wereldoorlog bracht hem naar Den Haag. Hij trad van 1902 tot en met 1935 minstens 174 keer op met het Concertgebouworkest. Daarbij zong hij meest onder leiding van Willem Mengelberg de baritonrol in de Matthäus-Passion van Johann Sebastian Bach, maar ook de Symfonie nr. 9 van Ludwig van Beethoven. In 1925 gaf hij een aantal masterclasses in Bern. In 1926 waagde hij de overtocht naar de Verenigde Staten voor concerten onder leiding van Willem Mengelberg.
Zijn stem is bewaard gebleven in een aantal plaatopnamen, waarbij hij soms door zijn vrouw wordt begeleid. Een aantal liederen kwam terecht op de compact disc Het puik van zoete kelen, verschenen bij Philips Records.
- Bibliothèque nationale de France: cb13893169s (data)
- Gemeinsame Normdatei: 116071354
- International Standard Name Identifier: 0000 0000 2013 2044
- Library of Congress Control Number: no2017031132
- MusicBrainz: a94b9305-5e7d-49e5-b303-79d50d8a7172
- RKD-Nederlands Instituut voor Kunstgeschiedenis: 459494
- Istituto Centrale per il Catalogo Unico: DDSV183147
- Virtual International Authority File: 3212350
- WorldCat: E39PBJg4p8kc8443B6rBpwwt8C